# يونغ تومي
يونغ تومي (25 ديسمبر 1910 بسيالي في الفلبين - ) هو ملاكم فلبيني.

## إحصائيات
خاض خلال مسيرته 86 نزالا، فاز في 61 وتعادل في 9 وخسر في 16. فاز بالضربة القاضية في 24 نزالا.

## روابط خارجية
- يونغ تومي على موقع بوكس ريك (الإنجليزية) (registration required)